# خوسيه أنطونيو غيرون
خوسيه أنطونيو غيرون هو محامي ونقابي وسياسي إسباني، ولد في 28 أغسطس 1911 في Herrera de Pisuerga ‏ في إسبانيا، وتوفي في 22 أغسطس 1995 في فوينخيرولا في إسبانيا. نشط حزبياً في المجالس الهجومية الوطنية النقابية.

## مناصب
- انتخب minister of Labor, Migration and Social Security ‏ (20 مايو 1941 – 25 فبراير 1957).
- انتخب عضو المحاكم الفرانكوية  [لغات أخرى]‏ خلال فترته النيابية ‏ (11 نوفمبر 1971 – 30 يونيو 1977).
- انتخب عضو المحاكم الفرانكوية  [لغات أخرى]‏ خلال فترته النيابية ‏ (3 يوليو 1964 – 15 نوفمبر 1967).
- انتخب عضو المحاكم الفرانكوية  [لغات أخرى]‏ خلال فترته النيابية ‏ (31 مايو 1961 – 6 يونيو 1964).
- انتخب عضو المحاكم الفرانكوية  [لغات أخرى]‏ خلال فترته النيابية ‏ (16 مايو 1958 – 18 أبريل 1961).
- انتخب عضو المحاكم الفرانكوية  [لغات أخرى]‏ خلال فترته النيابية ‏ (15 يوليو 1957 – 14 أبريل 1958).
- انتخب عضو المحاكم الفرانكوية  [لغات أخرى]‏ خلال فترته النيابية ‏ (14 مايو 1952 – 13 أبريل 1955).
- انتخب عضو المحاكم الفرانكوية  [لغات أخرى]‏ خلال فترته النيابية  [لغات أخرى]‏ (13 مايو 1949 – 5 أبريل 1952).
- انتخب عضو المحاكم الفرانكوية  [لغات أخرى]‏ خلال فترته النيابية ‏ (12 مايو 1946 – 6 أبريل 1949).
- انتخب عضو المحاكم الفرانكوية  [لغات أخرى]‏ خلال فترته النيابية  [لغات أخرى]‏ (16 مارس 1943 – 24 أبريل 1946).

## وصلات خارجية
- خوسيه أنطونيو غيرون على موقع مونزينجر (الألمانية)